# Pfarrkirche Strengen

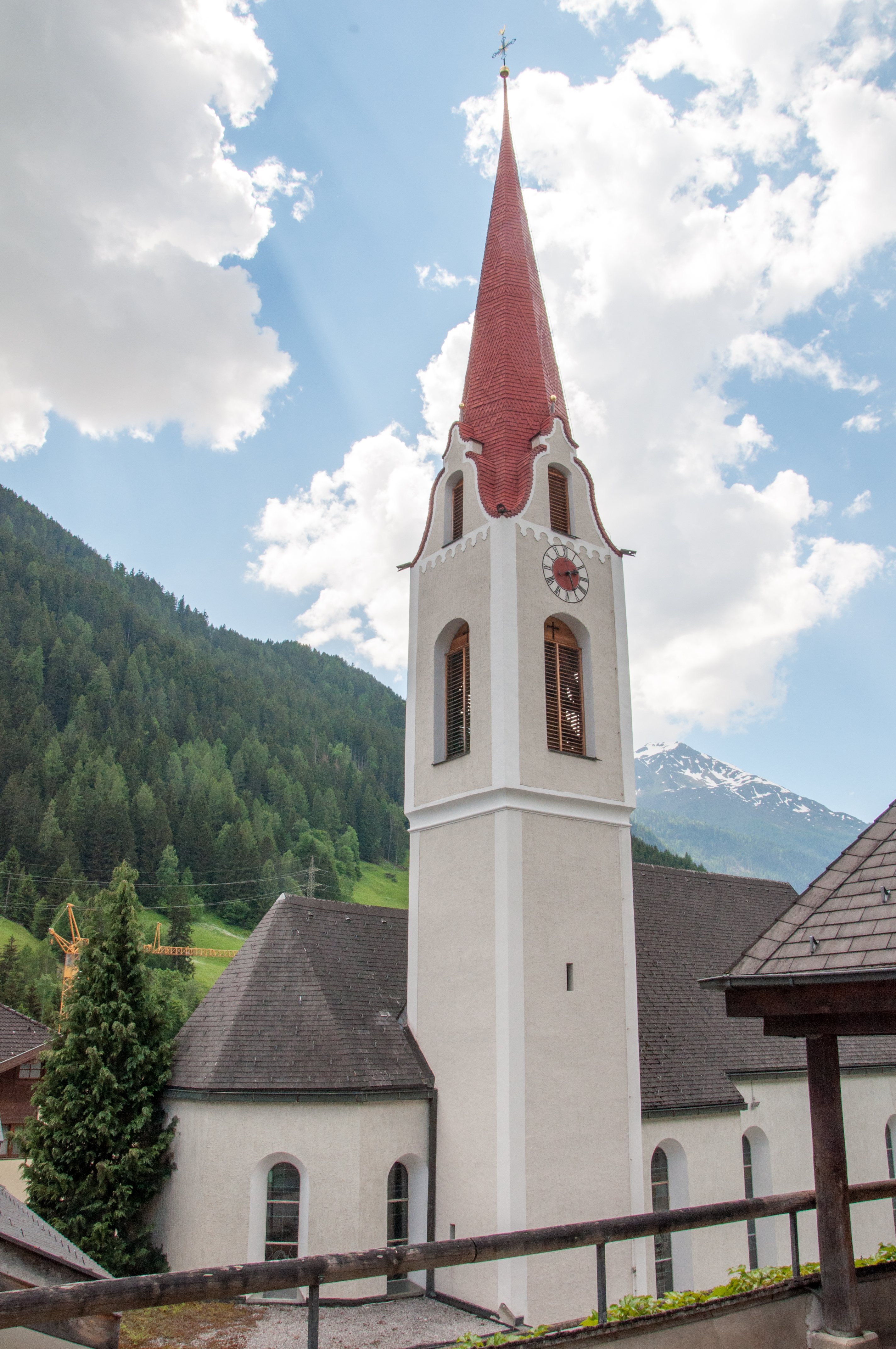
Katholische Pfarrkirche hl. Martin in Strengen

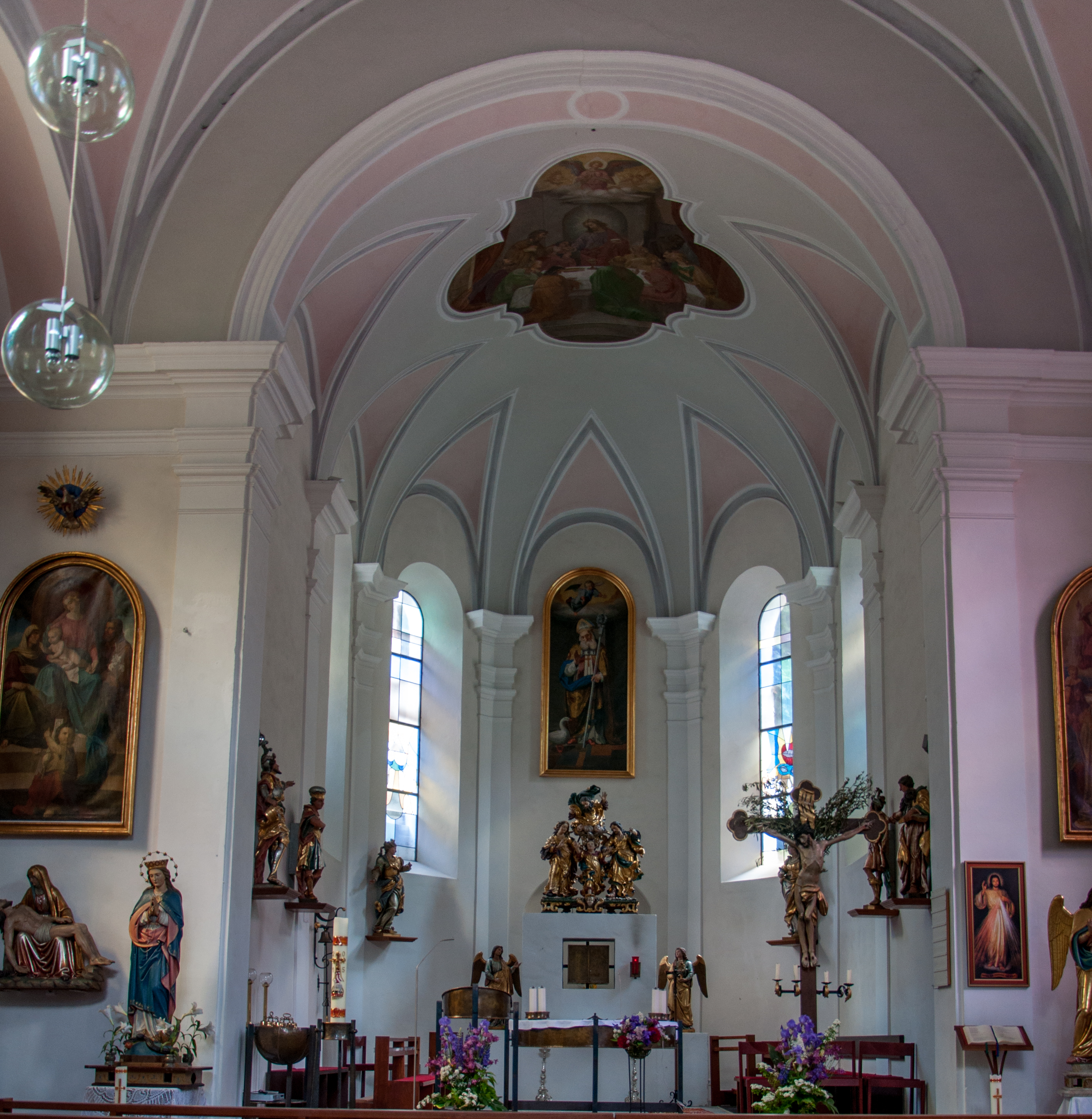
Langhaus, Blick zum Chor

Die Pfarrkirche Strengen steht in der Gemeinde Strengen im Bezirk Landeck im Bundesland Tirol. Die dem heiligen Martin von Tours geweihte römisch-katholische Pfarrkirche gehört zum Dekanat Zams in der Diözese Innsbruck. Die Kirche steht unter Denkmalschutz (Listeneintrag).

## Geschichte
Urkundlich wurde 1420 eine Kirche genannt. 1636/1637 wurde die Kirche verändert. Die heutige Kirche entstand mit einem barocken Umbau von 1753 bis 1755 nach den Plänen des Architekten Paul Glatzl, neu geweiht 1761. 1892 wurde die Kirche zur Pfarre erhoben. 1974/1975 war eine Renovierung, hierbei erfolgte auch eine Erweiterung der Kirche im Westen mit einer Vorhalle und Empore nach den Plänen des Architekten Eduard Ladner.
2017 fand erneut eine Renovierung der Kirche statt. Dabei wurden die Alten Steinplatten entfernt und ein Fichtenboden mit Lärcheinfassung verlegt. Ebenfalls wurde wieder ein Mittelgang sowie ein Beichtstuhl geschaffen.  

## Architektur
Der schlichte Kirchenbau hat an der Nordseite des Chores einen Turm mit einem vorkragenden Glockengeschoß mit flachbogigen Schallfenstern mit einem Spitzhelm auf geschweiften Giebeln aus 1821.
Das Kircheninnere zeigt ein vierjochiges Langhaus, das vierte Joch ist querschiffartig erweitert, der eingezogene einjochige Chor schließt mit einem Fünfachtelschluss. Das Langhaus hat Schichtpilaster, der Chor einfache Pilaster. Langhaus und Chor sind mit Tonnengewölben mit Stichkappen über reich profilierten Kämpfergesimsen überwölbt.
Die Deckenbilder, im Langhaus Dreifaltigkeit, Krönung Mariens und Erlösungsallegorie sowie Marienszenen, im Chor Apostelkommunion, malte Johann Kärle 1874. Die Glasmalereien schuf Norbert Strolz 1974.

## Ausstattung
Die Einrichtung aus der Mitte des 19. Jahrhunderts wurde 1975 stark verändert und wurde wiederum 2017 erneut geändert, Mensa, Tabernakel und Ambo schuf Elmar Kopp, die Bronzearbeiten Josef Niederbacher.
Im Chor gibt es eine bemerkenswerte barocke Schnitzgruppe „Irdische und Himmlische Dreifaltigkeit“ aus dem Ende des 17. Jahrhunderts, dem Bildhauer Andreas Thamasch zugeschrieben. Im Langhaus befinden sich die Konsolfiguren Veit, Barthalömäus, Florian, Georg und an der Empore Johannes Evangelist, Kasimir, alle von Josef Georg Witwer vom ehemaligen Hochaltar um 1755. Die Figuren Katharina und Barbara wurden dem Umkreis von Andreas Kölle zugeschrieben. Die Schnitzgruppe „Mantelspende des hl. Martin“ ist aus dem Ende des 17. Jahrhunderts. Ein Leinwandbild „Dreifaltigkeit mit den Vierzehn Nothelfern“ malte A. Vogl 1852. Ein Leinwandbild „Heilige Familie mit Anna“ malte wohl Josef Kastner der Ältere 1853.
Die Orgel mit einem fünfachsigen neuromanischen Prospekt mit musizierenden Engeln über den Kleinfeldern baute Josef Sies 1866.
Bemerkenswert ist auch das Heilige Grab und die Weihnachtskrippe von Franz Seelos 1958.